# Ghoufi
Le canyon du Ghoufi est un site touristique situé dans les Aurès en Algérie. Le village de Rhoufi est une agglomération secondaire de la commune de Ghassira dans la wilaya de Batna,. Le long canyon a été creusé par le fleuve Abiod et s’étend sur trois ou quatre kilomètres le long du fleuve. 
Le site est cependant remarquable pour les points de vue offerts aux visiteurs et pour les couches géologiques qui apparaissent sur les versants du canyon, bien connus des géologues. Les strates racontent l'histoire géologique du site. D'autre part, l'endroit est le résultat spectaculaire du travail de l'érosion, notamment celle de l'Abiod qui coule en contrebas.

## Géographie

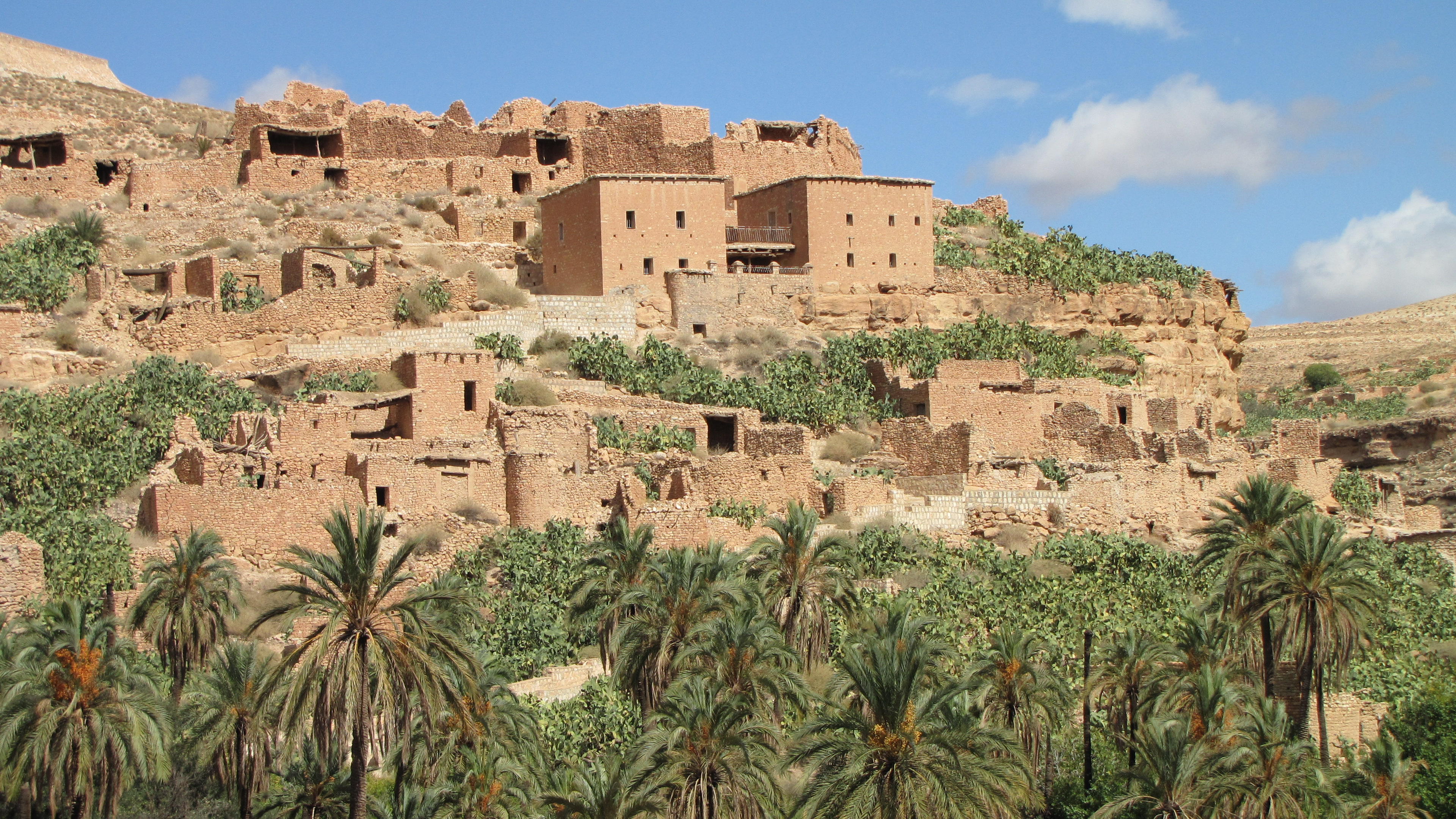
Maisons à Ghoufi.

Le long canyon a été creusé par le fleuve Abiod (Ighzir Amellal). Il traverse toute la contrée de Tifelfel à M'Chouneche. Sur trois ou quatre kilomètres le long de l'oued, des jardins d'arbres fruitiers et des palmiers encaissés dans l'oued, dominés par des falaises d'une hauteur de 200 m ou plus selon les endroits. Le village de Ghoufi est situé en bordure de la route nationale, sur la falaise nord.
Surplombant l'oasis, les balcons du Ghoufi, taillés en cascades dans la roche, ont attiré l'homme qui y a construit des demeures aujourd'hui inhabitées datant de quatre siècles. Au tournant de chaque balcon se trouve un village au milieu duquel se dresse une taqliath (un bâtiment de plusieurs étages contenant un nombre de chambres égal au nombre de familles, servant à l'entrepôt des récoltes et des provisions).
Les villages accrochés à flanc de falaise avaient pour nom Hitesla, Idharène, Ath Mimoune, Ath Yahia, Ath Mansour ou Taouriret.
L'architecture est typiquement berbère. Les matériaux utilisés sont la pierre sommairement polie et jointe avec un mortier local, des troncs d'arbres et de dattiers.
Les gorges du Ghoufi sont, à l'image des montagnes Rocheuses et du Grand Canyon, composées de roches métamorphiques et sédimentaires, et d'une végétation de type oasis, spécificité  unique de cette région.

## Histoire
Les balcons de Ghoufi sont sur leur flancs formés d'un habitat traditionnel berbère en forme d'escalier et, sur leurs parois abruptes, par des habitations troglodytiques.
Le site a été classé au patrimoine national par l'UNESCO en 1928 puis en 2005.

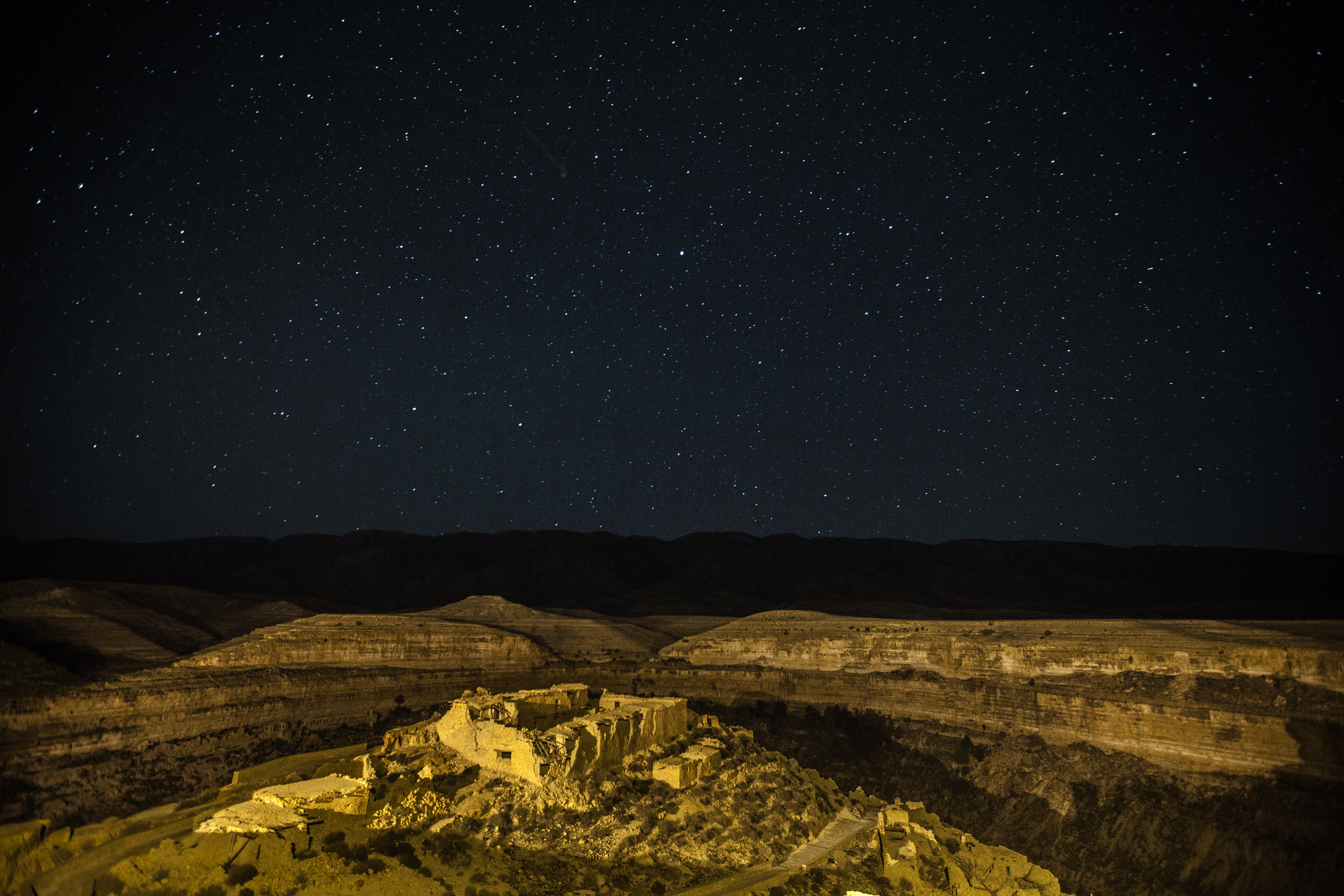
Canyon de Ghoufi, wilaya de Batna, la nuit
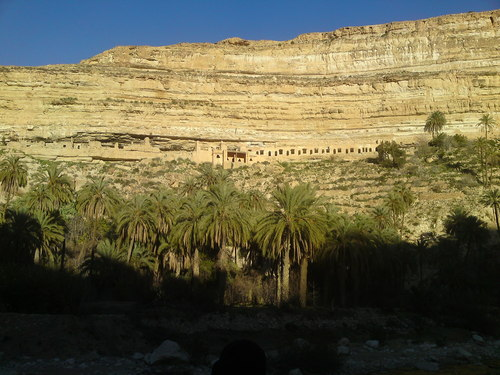
L'hôtel dans la falaise aujourd'hui abandonné
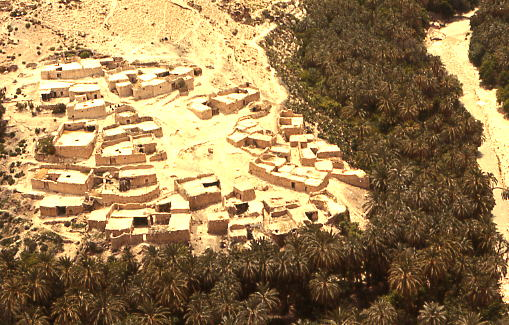
Vue d'ensemble du village berbère
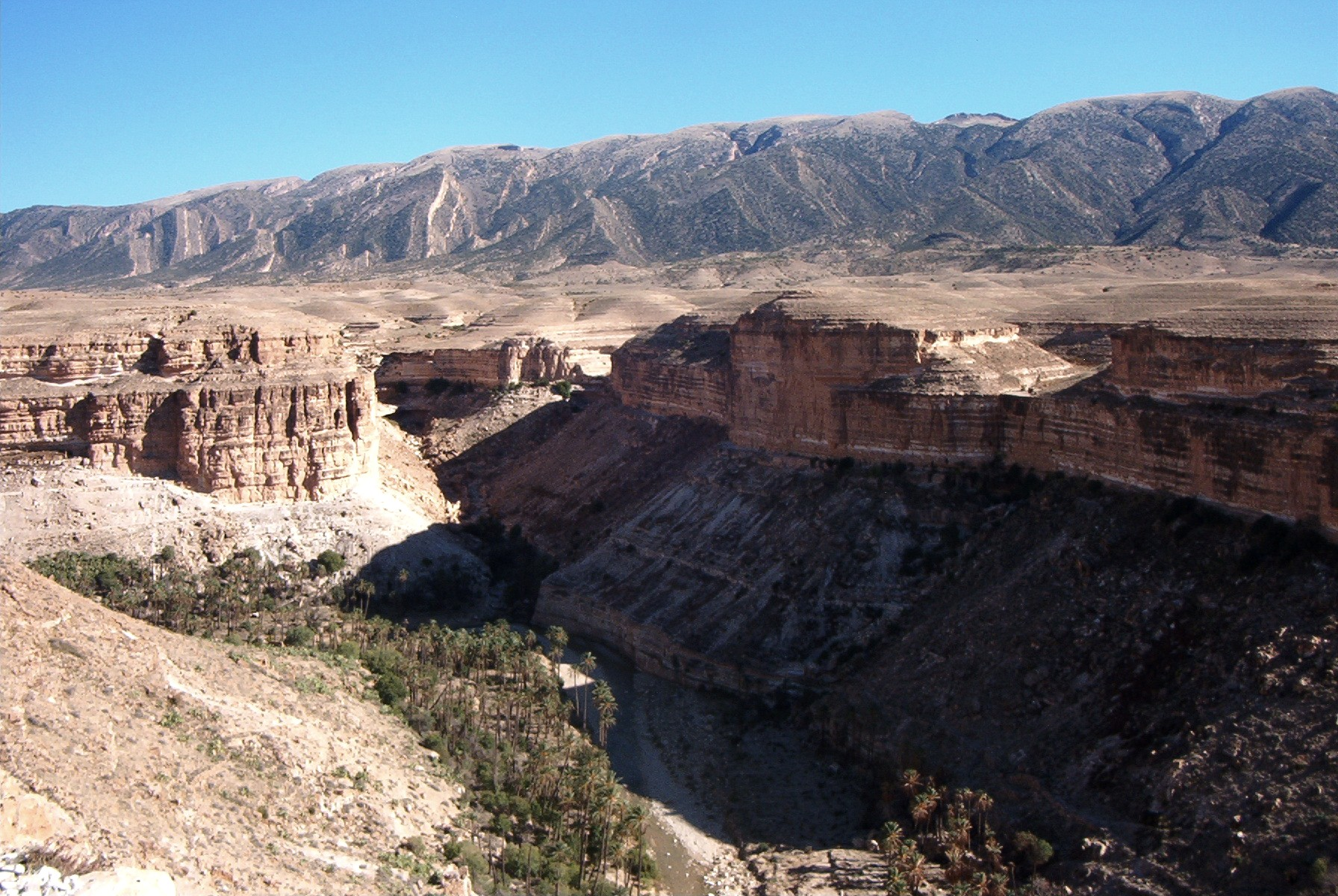
Ghoufi et sa palmeraie avec les contreforts des Aurès au loin
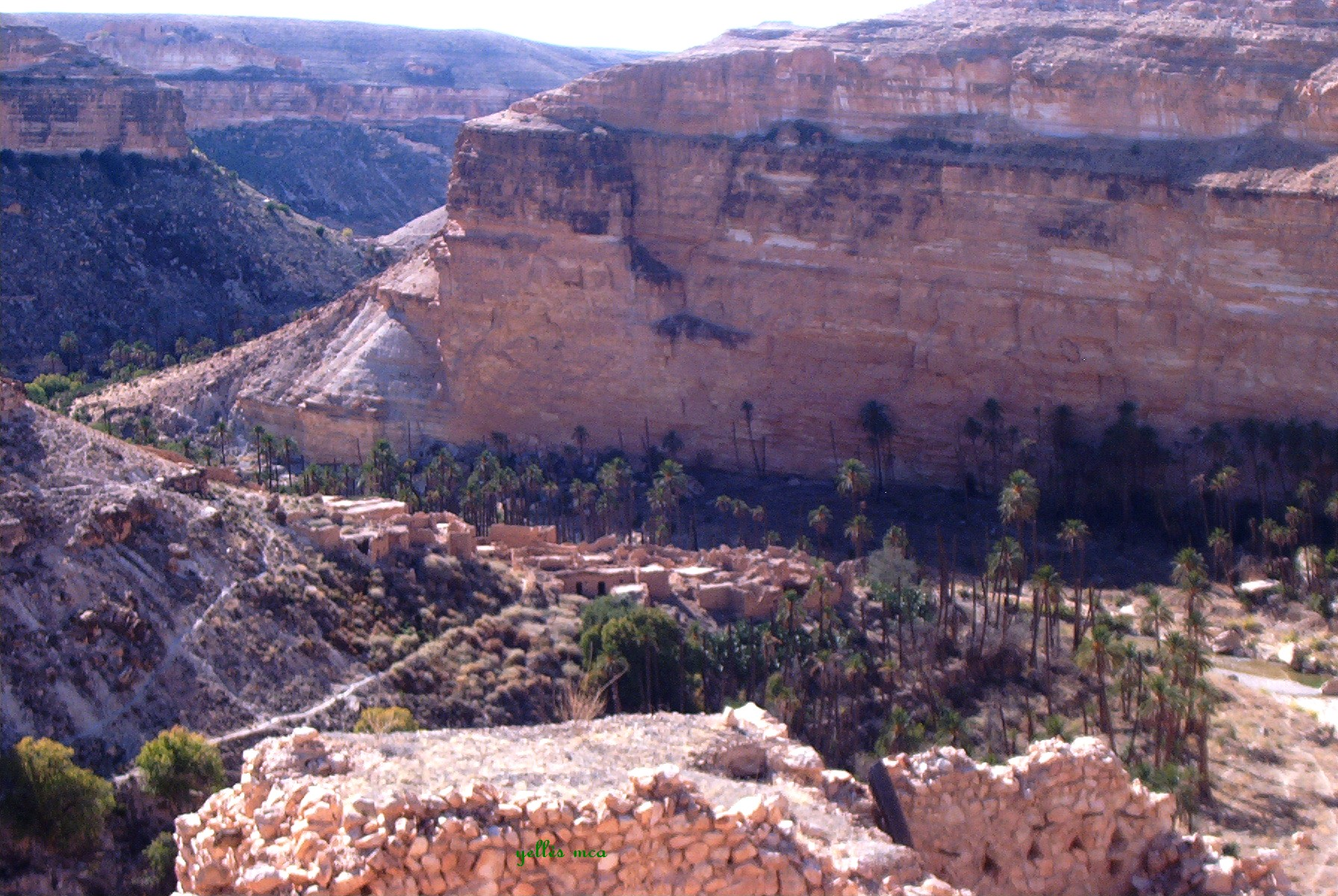
Village berbère, l'oued, palmeraie et falaise
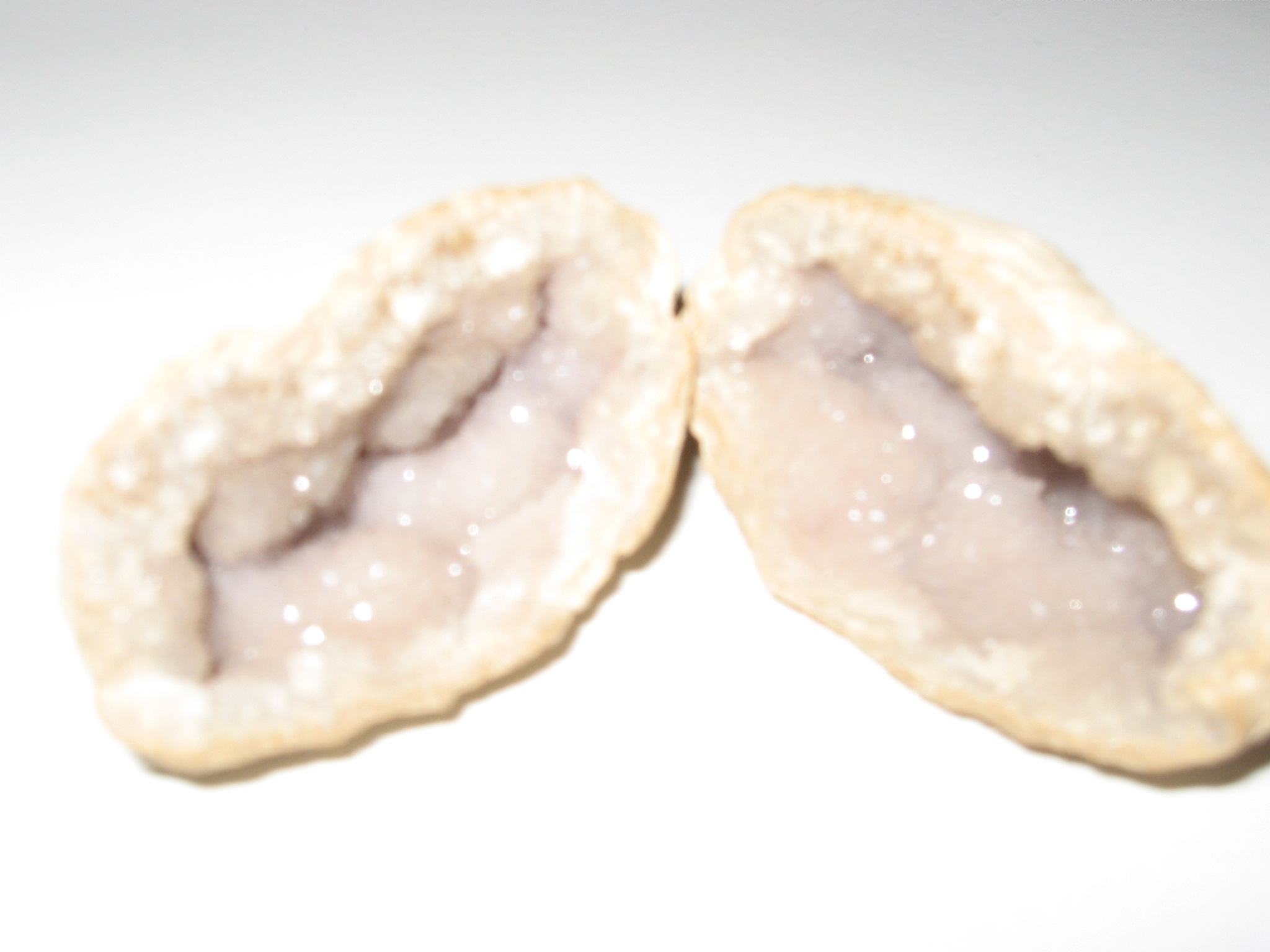
Pierres cristallines du Ghoufi[réf. nécessaire]
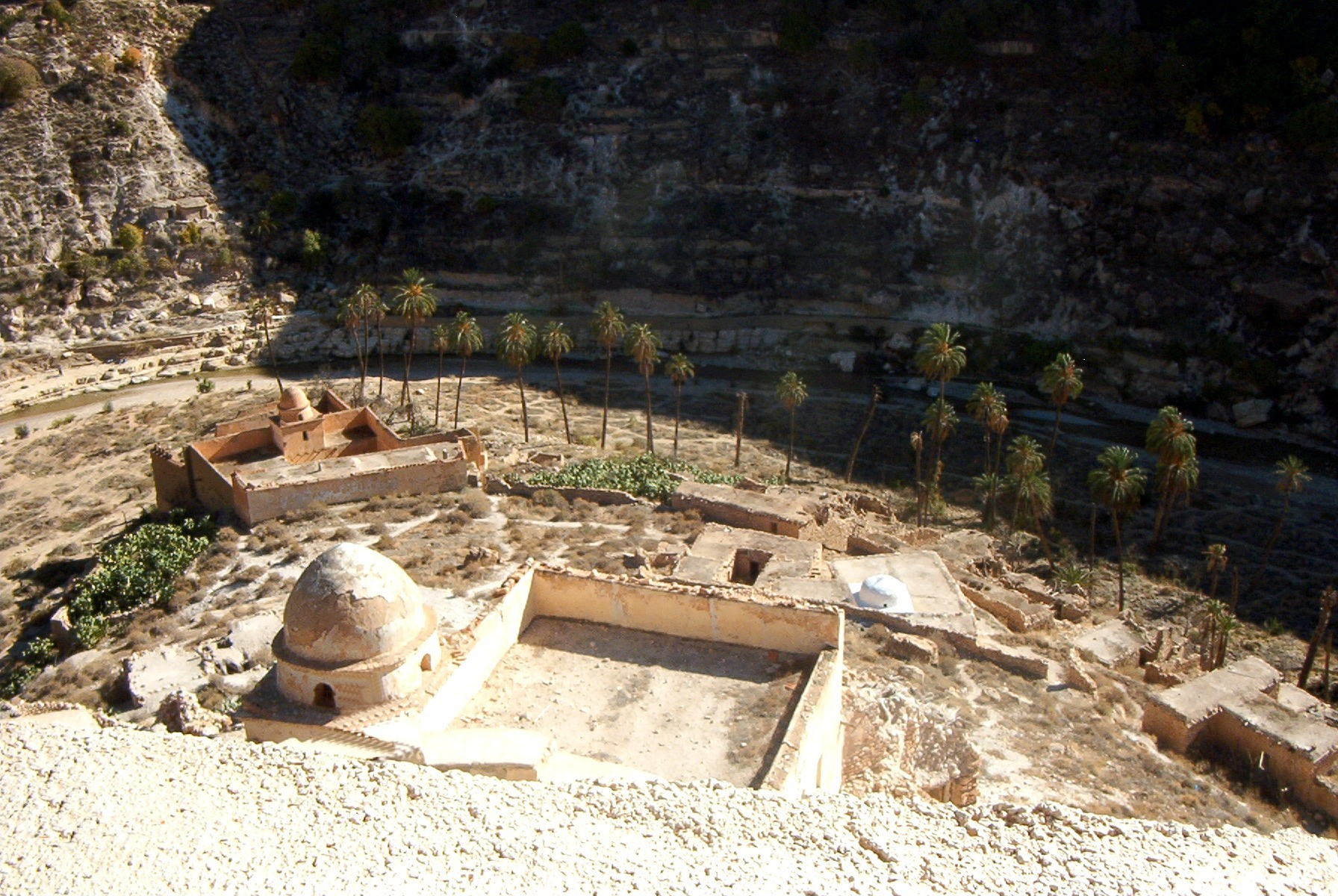
Dar Cheikh Ath Mimoune
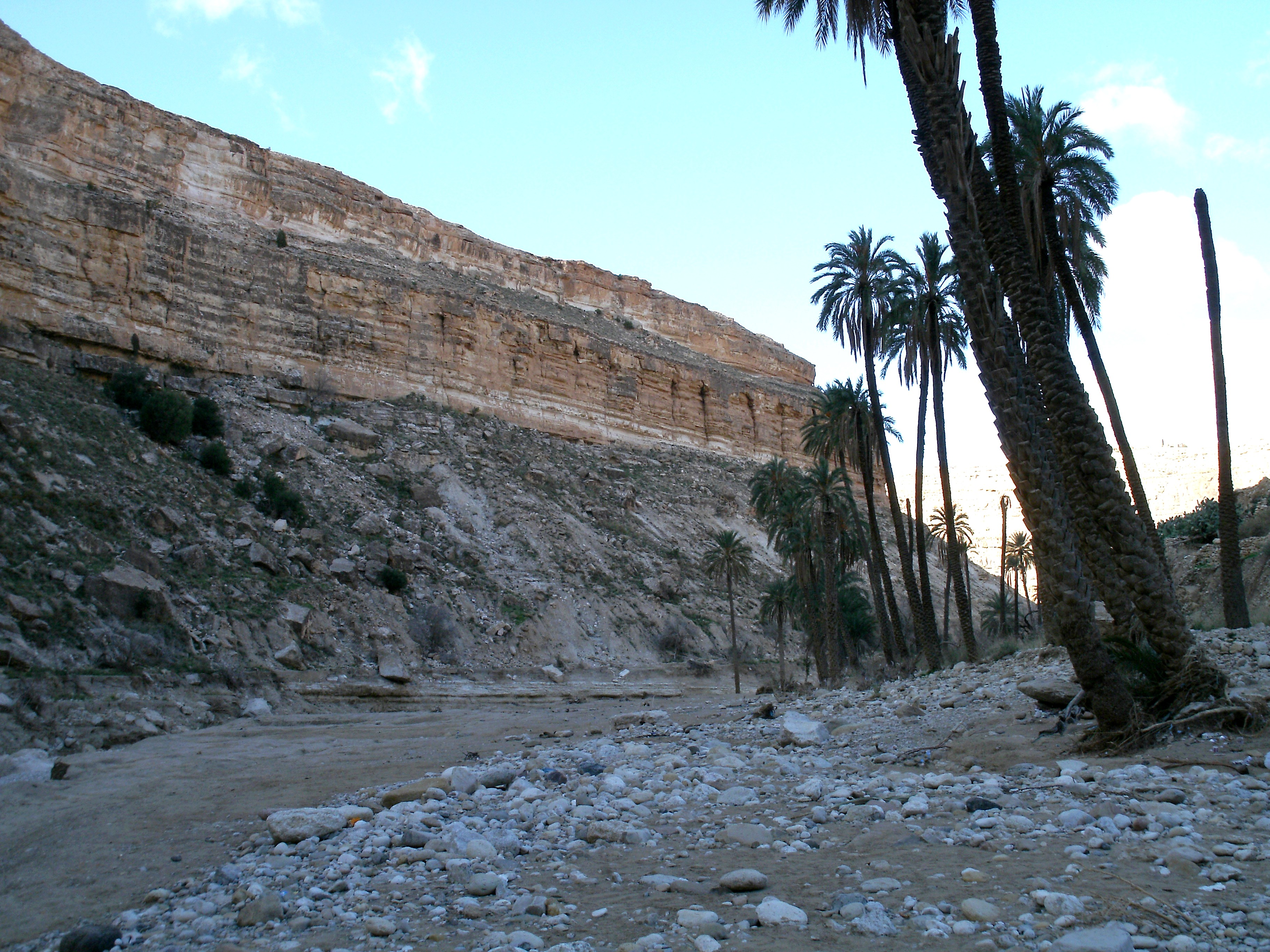
Dans le canyon
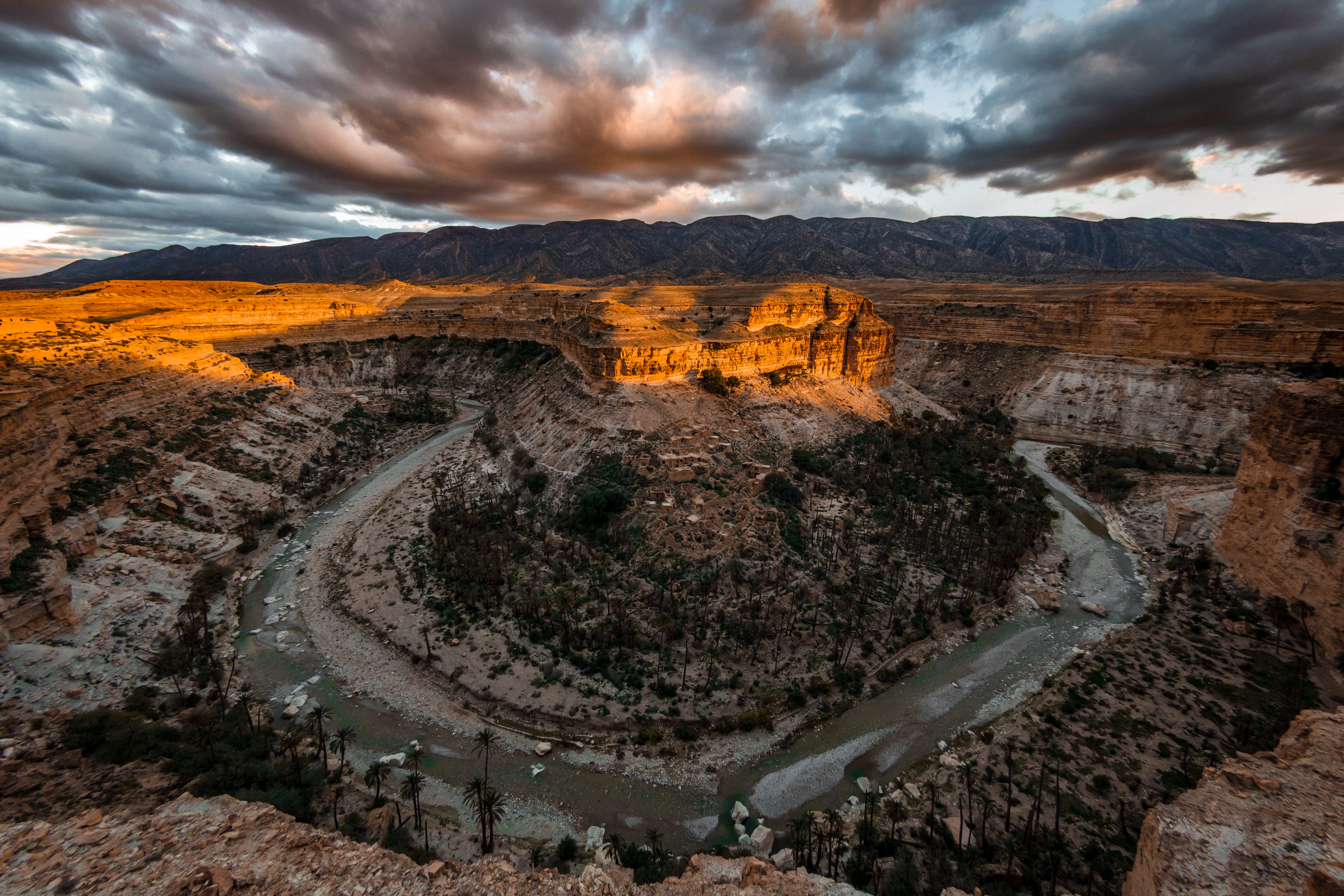
Le canyon de Ghoufi